# Bomba planante

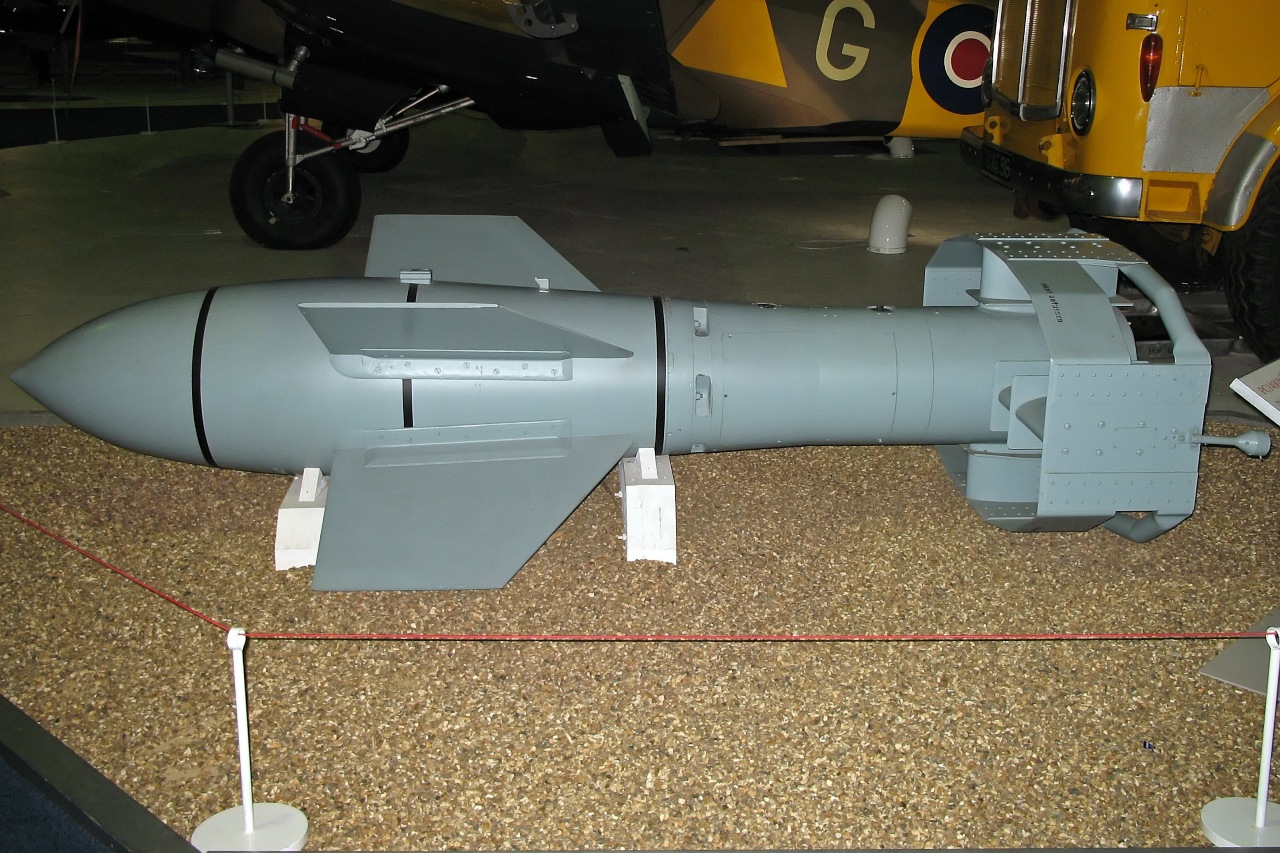
La bomba planante tedesca Ruhrstahl SD 1400, meglio nota come "Fritz X".

Una bomba planante è una bomba aeronautica con superfici aerodinamiche in grado di consentirle di planare percorrendo in aria una traiettoria maggiore rispetto a quella di una bomba a caduta libera priva delle stesse superfici.
In questo modo la bomba può essere sganciata a distanze maggiori rispetto al bersaglio, aumentando le probabilità di sopravvivenza dell'aereo che la trasportava.
Le bombe plananti moderne sono spesso dotate di sistemi di controllo del volo che consentono di dirigere l'ordigno con precisione verso il bersaglio.